# Daedaleopsis confragosa
A Daedaleopsis confragosa é uma espécie de fungo poliporo pertencente à família Polyporaceae. A espécie foi descrita cientificamente pela primeira vez na Europa em 1791 como uma forma de Boletus e passou por várias mudanças de gênero ao longo de sua história taxonômica. Recebeu seu nome atual quando Joseph Schröter a transferiu para o gênero Daedaleopsis em 1888.
Trata-se de um patógeno vegetal que causa podridão branca em madeiras duras danificadas, especialmente em salgueiros. Os basidiomas são semicirculares e resistentes, possuem uma superfície superior acastanhada com zonas concêntricas e podem atingir até 20 cm de diâmetro. A parte inferior, inicialmente esbranquiçada, torna-se cinza-marrom com o envelhecimento, mas adquire hematomas rosados ou vermelhos quando machucada. Pode ser encontrada durante todo o ano e é comum em florestas temperadas do norte da Eurásia e do leste da América do Norte.

## Taxonomia
A Daedaleopsis confragosa foi descrita cientificamente pela primeira vez como Boletus confragosus pelo naturalista inglês James Bolton, em sua obra de 1791, An History of Fungusses, growing about Halifax. Ele relatou ter encontrado os espécimes em árvores antigas perto de Fixby Hall e recebeu amostras enviadas de Darlington. Ao longo de sua história taxonômica, a espécie foi classificada em diversos gêneros: Daedalea por Christian Hendrik Persoon em 1801; Trametes por Gottlob Ludwig Rabenhorst em 1844; Polyporus por Paul Kummer em 1871; Stigila por Otto Kuntze em 1891; Lenzites por Patouillard em 1900; Agaricus por William Alphonso Murrill em 1905; e Ischnoderma por Ivan Zmitrovich em 2001. Foi transferida para seu gênero atual, Daedaleopsis, pelo micologista alemão Joseph Schröter em 1888. D. confragosa é a espécie-tipo do gênero Daedaleopsis.
Várias variedades já foram descritas. L. Ljubarskii publicou as variedades bulliardi e rubecens em 1975. Ambas foram publicadas de forma inválida e não possuem significado taxonômico independente: a variedade rubescens é considerada sinônimo da variedade principal, enquanto a variedade bulliardi é agora sinônima de Trametes suaveolens. A variedade tricolor, proposta por Appollinaris Semenovich Bondartsev e Rolf Singer em 1953, é hoje reconhecida como a espécie independente Daedaleopsis tricolor. Bondartsev descreveu a forma sibirica em 1953, mas esta também não é mais considerada independente.
- Hematomas na superfície dos poros

## Descrição
O basidioma, em forma de prateleira, é semicircular ou em leque, geralmente medindo de 5 a 15 cm de diâmetro, e até 2 cm de espessura. Sua superfície superior é amplamente convexa a plana, seca, lisa ou ligeiramente peluda, frequentemente marcada por linhas de zonas concêntricas. A coloração varia de marrom-avermelhado a marrom ou acinzentado, podendo escurecer para preto com a maturidade. A superfície pode apresentar um umbo no ponto de fixação ao substrato. Os basidiomas são coriáceos a cortiçosos quando úmidos, mas tornam-se duros e rígidos ao secar. A carne é branca a rosada ou acastanhada e resistente. Na parte inferior, os poros são minúsculos, com 0,5 a 1,5 mm de diâmetro, variando de brancos a bronzeados ou marrons, e adquirem tons rosados ou vermelhos quando machucados. A forma dos poros é bastante variável, podendo ser circular, alongada, labiríntica ou semelhante a lamelas. Os tubos têm até 1,5 cm de comprimento. O basidioma não possui estipe, fixando-se diretamente ao substrato. Não apresenta odor marcante e tem um sabor ligeiramente amargo.
A esporada é branca e os esporos são cilíndricos, lisos e medem de 7 a 11 por 2 a 3 μm. Os basídios (células que contém os esporos) variam de cilíndricos a clavados, com dimensões de 20 a 40 por 3 a 5 μm. O himênio contém numerosos hifídios (hifas terminais modificadas), medindo 2 a 3 μm. O sistema hifal de Daedaleopsis confragosa é trimítico, ou seja, possui três tipos de hifas no basidioma: hifas esqueléticas, que fornecem suporte estrutural, são de paredes grossas e medem 3 a 7 μm de diâmetro; hifas generativas, responsáveis pelo crescimento, podem ter paredes finas ou grossas, às vezes com fíbulas, e medem 2 a 6 μm; hifas de ligação, de paredes grossas e muito ramificadas, têm 2 a 5 μm.

### Espécies semelhantes
A Cerrena unicolor [en] (anteriormente Daedalea unicolor) é uma espécie comum de poliporo com uma superfície de poros labiríntica que pode se assemelhar a D. confragosa. Pode ser diferenciada por seus basidiomas mais finos, uma linha preta na carne e pelo fato de os tubos frequentemente se romperem em dentes achatados e irregulares na maturidade. A Daedalea quercina, comum em carvalhos, possui um basidioma maior, de até 20 cm de diâmetro e 1 a 8 cm de espessura, com uma superfície de poros mais distintamente labiríntica. Ela causa uma podridão castanha no cerne, onde os carboidratos são removidos do cerne interno, deixando a lignina oxidada em tom acastanhado.

## Ecologia e distribuição
O Daedaleopsis confragosa é um fungo lignícola que causa a decomposição da madeira de alburno. Provoca podridão branca, um tipo de deterioração em que a lignina é degradada, deixando a celulose como um resíduo de cor clara. Os basidiomas crescem isoladamente ou em grupos, às vezes em camadas, em ferimentos de árvores vivas. Seu hospedeiro preferido é o salgueiro, mas também foi encontrado em bétulas e outras madeiras duras. A frutificação ocorre geralmente de junho a dezembro, mas os basidiomas resistentes podem persistir o ano todo. Na América do Norte, a espécie é mais comum em áreas do leste, sendo rara no oeste. É comum na Europa e está entre os 100 fungos mais frequentes no Reino Unido. Sua distribuição europeia se estende até Ural. Na Ásia, é amplamente distribuída, tendo sido registrada na China, em Maharashtra ocidental (Índia), no Irã, e no Japão.
Os basidiomas são populares entre besouros amantes de fungos. Em um estudo russo, 54 espécies de 16 famílias do complexo Coleoptera foram registradas utilizando o fungo; as mais comuns foram Cis comptus, Sillcacis affinis (Ciidae), Tritoma subbasalis, Dacne bipustulata (Erotylidae), Mycetophagus multipunctatus, Mycetophagus piceus (Mycetophagidae) e Thymalus oblongus (Trogossitidae).

## Compostos bioativos
Os triterpenos ácido 3α-carboxiacetoxiquercinic, ácido 3α-carboxiacetoxi-24-methileno-23-oxolanost-8-en-26-oico e 5α,8α-epidioxiergosta-6,22-dieno-3β-ol (peroxido de ergosterol) foram isolados de D. confragosa. Lectinas de D. confragosa, testadas contra eritrócitos de coelho e humanos, demonstraram especificidade sorológica anti-H.
A análise da composição de lipídios e ácidos graxos revelou que D. confragosa contém 20,1% de lipídios totais (mg/g de peso seco), 32,9% de lipídios neutros, 53,8% de fosfolipídios e 13,3% de glicolipídios. Uma análise do conteúdo de ácidos graxos hidroxilados mostrou que D. confragosa contém, como porcentagem dos ácidos graxos totais, 0,02% de ácido 7-hidroxi-8,14-dimetil-9-hexadecenoico e 0,01% de ácido 7-hidroxi-8,16-dimetil-9-octadecenoico.

## Usos
O poliporo é utilizado na fabricação ornamental de papel, onde os basidiomas são triturados, prensados e secos para produzir folhas com texturas e cores incomuns.
Não é comestível.

## Links externos
- Daedaleopsis confragosa em Index Fungorum
- Imagens em Mushroom Observer